# ترنيمة إنليل

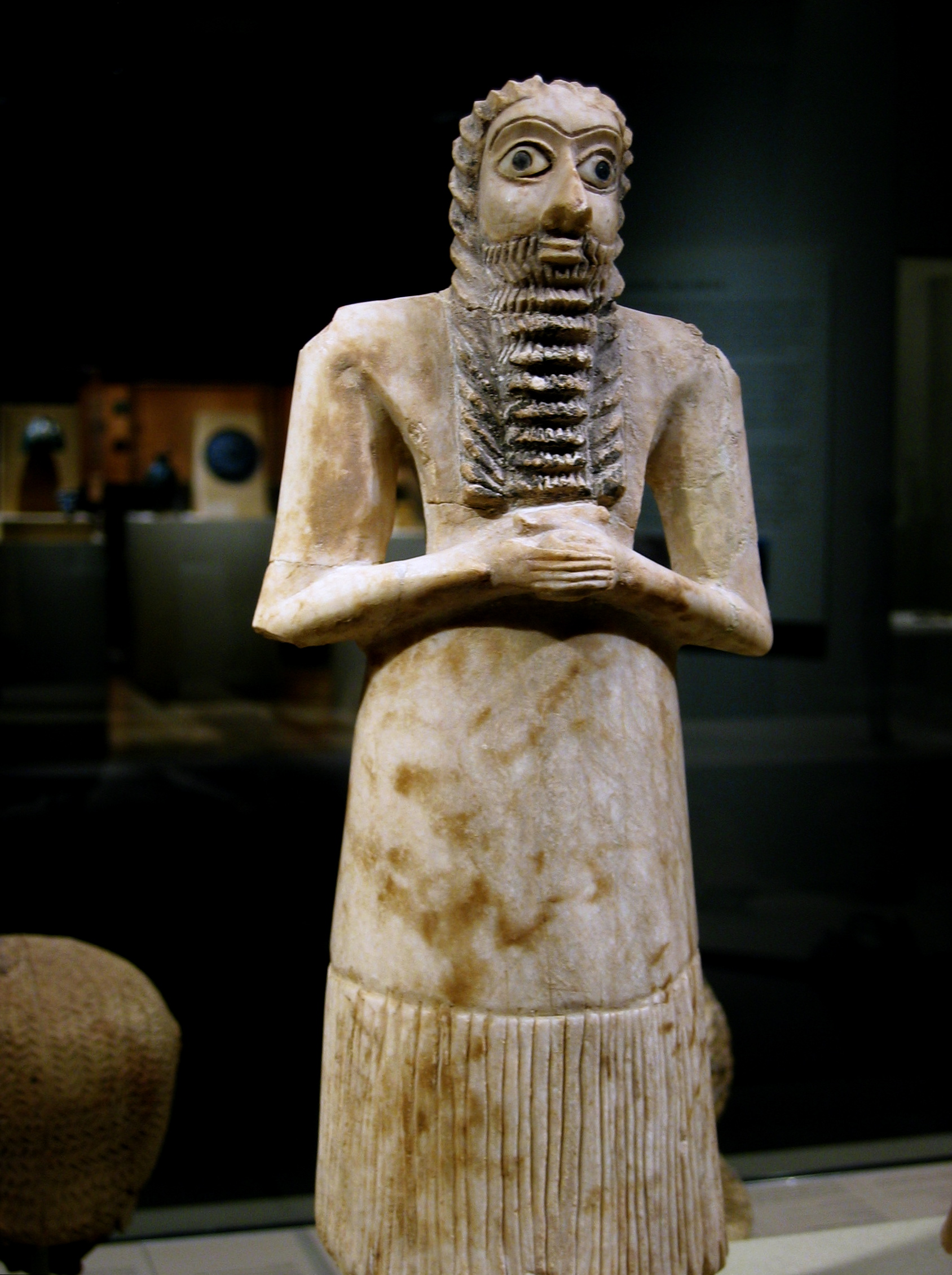
تمثال لرجل يتعبد في "المعبد المربع" (2750-2600 قبل الميلاد) عندما كان إنليل يعتبر أقوى إله في إشنونا

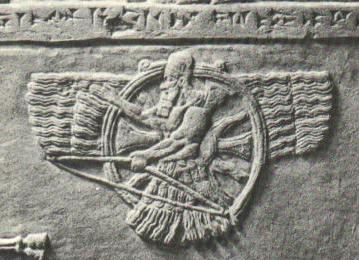
نقش للإله آشور الملبس بالريش والعمامة (تطور لاحق لـ إنليل) مثبتة على قرص الشمس

ترنيمة إنليل ، أو إنليل وإيكور ، ترنيمة لإيكور ، ترنيمة وتعويذة لإنليل ، ترنيمة لإنليل لطرد الأرواح الشريرة وهي أسطورة سومرية، مكتوبة على ألواح طينية في أواخر الألفية الثالثة قبل الميلاد.
تم اكتشاف أجزاء من النص في كتالوج متحف الآثار والأنثروبولوجيا بجامعة بنسلفانيا في القسم البابلي (CBS) من خلال الحفريات التي قاموا بها في مكتبة المعبد في نيبور. نُشرت الأسطورة لأول مرة باستخدام لوح CBS 8317، الذي ترجمه جورج آرون بارتون عام 1918 كـ «نصوص دينية سومرية» في «نقوش بابلية متنوعة»، العدد العاشر، بعنوان «مقتطف من طرد الأرواح الشريرة». يبلغ حجم الجهاز اللوحي 3.4 by 2.75 by 1.2 بوصة (8.6 by 7.0 by 3.0 سـم) في أكثر نقطة سُمكًا. تم العثور على جزء أكبر من النص على لوحة CBS رقم 14152 ونشرها لأول مرة هنري فريدريك لوتز كـ «ترنيمة وتعويذة لإنليل» في «نصوص سومرية وبابلية مختارة»، العدد 114 في عام 1919. كان لوح بارتون يحتوي فقط على سطور من خمسة إلى أربعة وعشرين على عكس لوتز، والتي تمت ترجمتها بالفعل في عام 1918 واستخدمت لإكمال العديد من سطوره التالفة.
نشر إدوارد شييرا لوح CBS 7924B من الترنيمة في «الملاحم والأساطير السومرية». كما عمل مع صموئيل نوح كرامر لنشر ثلاثة ألواح أخرى CBS 8473، 10226، 13869 في «نصوص سومرية ذات محتويات متنوعة» في عام 1934. وفي هذه المرة كان أُطلق عليها اسم «ترنيمة إيكور»، مما يشير إلى أن الألواح كانت «أجزاء من تركيبة تمجد إيكور إنليل في نيبور، ومع ذلك قد تكون فقط مقتطفًا من نص أطول». تم العثور على أقراص أخرى لتكون جزءاً من الأسطورة في مجموعة هيلبرخت في جامعة يينا، ألمانيا، بأرقام 1530، 1531، 1532، 1749 ب، 2610، 2648 أ وب، 2665، 2685، 1576 و 1577. تم التنقيب عن المزيد من الألواح التي تحتوي على النص في إيسن، حديث ايشان البحريات، اللوح 923. تم العثور على آخر بين النصوص في متحف العراق، لوح 44351a. البعض الآخر محتجز في مجموعات سانتا ماريا دي مونتسيرات في برشلونة ومتحف أشموليان في أكسفورد. 
هناك ترجمات أخرى من الألواح الموجودة في مجموعة نيبور لمتحف الشرق القديم في اسطنبول. قام صموئيل نوح كرامر من بين آخرين على ترجمة عدة أعمال أخرى من مجموعة إسطنبول بما في ذلك Ni 1039 و 1180 و 4005 و 4044 و 4150 و 4339 و 4377 و 4584 و 9563 و 9698.  وتم العثور على المزيد في حفريات هنري دي جينويلاك في كيش (سي 53). وهناك لوح آخر من الأسطورة (Si 231) تم التنقيب عنه في سيبار ضمن مجموعات متحف إسطنبول الأثري. اكتشف السير تشارلز ليونارد وولي المزيد من الألواح في أور الموجودة في «نصوص الحفريات في أور» من عام 1928. تم استخدام أجهزة لوحية وإصدارات أخرى لإعادة الأسطورة إلى شكلها الحالي مع أحدث الترجمات التي قدمها ثوركيلد ياكوبسن وميغيل سيفيل وجواشيم كريشر.  

## متن الترنيمة
الترنيمة التي أشار إليها كرامر بإعتبار الأهم يبدأ بالثناء على إنليل في منصته المذهلة:
أوامر إنليل هي الأسمى إلى حد بعيد، كلماته مقدسة، أقواله ثابتة! المصير الذي يقرره أبدي، نظرته تجعل الجبال قلقة... يصل إلى داخل الجبال. تسجد جميع آلهة الأرض للأب إنليل، الذي يجلس بشكل مريح على المنصة المقدسة، النبيل النبيل، إلى نونامنير، التي تعتبر سيادتها وأمارته هي الأكثر كمالاً. يدخل أنوناكي أمامه ويطيع تعليماته بأمانة.
تتطور الترنيمة من خلال ربط إنليل بتأسيس وإنشاء مدينة نيبور وتنظيمه للأرض. على النقيض من أسطورة إنليل ونينليل حيث كانت المدينة موجودة قبل الإنشاء، يظهر هنا أن إنليل مسؤول عن تخطيطها وبنائها، مما يشير إلى أنه مسح ورسم الخطط قبل إنشائها:
عندما حددت المستوطنة المقدسة على الأرض، قمت ببناء مدينة نيبور بنفسك، إنليل. إيكور ، مكانك النقي. في دورانكي، في منتصف أرباع الأرض الأربعة، قمت بتأسيسها. تربتها حياة الأرض (سومر).
تنتقل الترنيمة من البناء المادي للمدينة وتعطي وصفاً وتبجيلاُ لأخلاقياتها وقواعدها الأخلاقية:
السيد القوي، الذي هو عظيم جدا في السماء والأرض، الذي يعرف الدينونة، وهو حكيم. إنه صاحب حكمة عظيمة يجلس في دورانكي. في عهده، يجعل إيكور ، المكان العظيم، يخرج بتألق. في نيبور، رباط السماء والأرض، أسس مكان إقامته. المدينة - مشهدها إشعاع مرعب. من يتكلم بقوة لا يهب الحياة. إنه لا يسمح بالكلام المعادي في الحكم، ولا الكلام غير اللائق، والكلمات العدائية، والعداء، وعدم الملاءمة، ولا الشر، والظلم، والطغيان، والتصرف دون اعتبار، والافتراء، والغطرسة، وكسر الوعود. هذه الفظائع لا تسمح بها المدينة. الشرير والملعون لا يفلت من يده. المدينة التي نالت الصمود. الذي من أجله صار البر والعدل ميراثاً دائماً.
وقد شبّه آر بي غوردون الجملة الأخيرة بوصف أورشليم في سفر إشعياء (1:21)، «مدينة العدل، سكن البر فيها» وفي سفر إرميا (31:23)، «يا مسكن العدل يا جبل القداسة». تستمر الأسطورة مع قيام سكان المدينة ببناء معبد مخصص لإنليل، يشار إليه باسم إيكور. يتم سرد المناصب والمسؤوليات الكهنوتية لإيكور جنباً إلى جنب مع نداء لبركات إنليل على المدينة، حيث يُنظر إليه على أنه مصدر كل الازدهار:
بدون الجبل العظيم، إنليل، لن يتم بناء أي مدينة، ولن يتم إنشاء مستوطنة؛ لن يتم بناء حظيرة بقر، ولن يتم إنشاء حظيرة غنم؛ لن يرفع أي ملك، ولن يولد أي سيد؛ لن يقوم رئيس كهنة أو كاهنة بأداء غير مبالٍ؛ لن يكون للجنود جنرالات أو نقباء؛ لا توجد مياه مملوءة بالكارب... الأنهار في ذروتها؛ الكارب لن يأتي مباشرة من البحر، لن يندفعوا. لن ينتج البحر كل كنزه الثقيل، ولن تضع أسماك المياه العذبة بيضًا في أحواض القصب، ولن يبني طائر السماء أعشاشًا في الأرض الواسعة؛ في السماء لا تفتح الغيوم افواهها. في الحقول، لن تملأ الحبوب المرقطة الأراضي الصالحة للزراعة، ولن تنمو النباتات بشكل كثيف في السهل؛ في الحدائق، غابات الجبل المنتشرة لن تثمر. بدون الجبل العظيم، إنليل، لن تقتل نينتود، ولن تضرب ميتة؛ لا تسقط بقرة عجلها في حظيرة الماشية، ولا نعجة تلد... خروفًا في حظيرتها؛ الكائنات الحية التي تتكاثر في ذاتها لن ترقد في... ؛ لن تتكاثر الحيوانات ذات الأرجل الأربعة ولن تتزاوج.
تم ملاحظة مقطع مشابه للأسطر السابقة أعلاه في المزامير التوراتية سفر المزامير (31:23) «صوت الرب يصنع العجول ويجعل الماعز تلد بسرعة (أيضاً)». يختتم الترنيمة بمزيد من الإشارة إلى إنليل كمزارع والثناء على زوجته نينليل:
عندما يتعلق الأمر بالأرض، فإنه يجلب الرخاء: الأرض ستنتج الرخاء. كلمتك تعني الكتان، وكلمتك تعني حبوب. كلمتك تعني الفيضان المبكر، حياة الأرض. يصنع الكائنات الحية، الحيوانات (؟) التي تتزاوج وتتنفس بفرح في المساحات الخضراء. أنت يا إنليل الراعي الصالح تعرف طرقهم ... النجوم المتلألئة. لقد تزوجت نينليل، القرينة المقدسة، التي هي كلمات من القلب، لها وجه نبيل في لباس سيد مقدس، لها شكل جميل وأطرافها، السيدة الجديرة بالثقة من اختيارك. مغطاة بالجاذبية، السيدة التي تعرف ما هو المناسب لإيكور، والتي نصيحتها مثالية، وكلماتها تجلب الراحة مثل الزيت الجيد للقلب، والتي تشاركك العرش المقدس، العرش النقي، تستشيرها ويناقش الأمور معك. عليك أن تقرر المصير معًا في المكان المواجه لشروق الشمس. نينليل، سيدة السماء والأرض، سيدة كل البلاد، يتم تكريمها في مدح الجبل العظيم.
اقترح أندرو جورج أن ترنيمة إنليل «يمكن دمجها في تراكيب أطول» كما هو الحال مع ترنيمة معبد كيش و «ترنيمة المعابد في أور التي تقدم ترنيمة شولجي».

## مناقشة
أظهر الشكل الشعري ومحتوى الترنيمة أوجه تشابه مع كتاب المزامير في الكتاب المقدس، ولا سيما سفر المزامير (٢٣: ١-٢) «الرب راعي، لا أريد، يجعلني أستلقي في المراعي الخضراء». يذكر السطر الرابع والثمانون:
إنليل، إذا نظرت إلى الراعي بشكل إيجابي، إذا رفعت الشخص الذي يُدعى حقًا في الأرض، فإن البلدان الأجنبية بين يديه، والدول الأجنبية تحت قدميه! حتى الدول الأجنبية الأبعد تخضع له.
وفي السطر الحادي والتسعين، يشار إلى إنليل باسم الراعي:
إنليل، الراعي الأمين للجموع المزدحمة، الراعي، قائد جميع الكائنات الحية.
تم العثور على فكرة الراعي التي نشأت في هذه الأسطورة أيضًا في وصف يسوع في سفر يوحنا (10: 11-13). وأشار جوان ويستنهولز إلى أن «صورة المزارع كانت أكثر شهرة من الراعي في الأسماء الشخصية المبكرة، كما هو متوقع في مجتمع زراعي». وتشير إلى أن كلاً من فالكنشتاين وتوركيلد جاكوبسن يعتبران أن المزارع يشير إلى ملك نيبور ؛ اقترح ريسمان أن المزارع أو «إنجار» من إيكور من المحتمل أن يكون نينورتا. يظهر المصطلح في السطر الستين:
فلاحها العظيم هو الراعي الصالح للأرض ، الذي ولد قوياً في يوم مناسب. المزارع ، المناسب للحقول الواسعة ، يأتي بعروض غنية ؛ لا ... في إيكور الساطع.
يناقش واين هورويتز استخدام كلمة أبزو، التي تُستخدم عادةً كاسم لمعبد أبزو أو إله أو مكان كوني أو حوض مائي عبادة. في ترنيمة إنليل ، يوصف باطنها بأنه «بحر بعيد»:
إن مراسيم (مراسيم إيكور) الخاصة بها هي رسائل من أبزو التي لا يمكن لأحد أن يفهمها. باطنها بحر بعيد لا تستطيع «حافة السماء» فهمه.
تم بناء أساسات معبد إنليل من اللازورد، الذي تم ربطه بحجر «سوهام» المستخدم في سفر حزقيال (٢٨: ١٣) في وصف المواد المستخدمة في بناء «عدن، جنة الله» الجاثمة على «جبل الرب» ، صهيون، وفي سفر أيوب (28: 6-16) «حجارة ها موطن ياقوت أزرق وبها تراب من ذهب» . كما رأى موسى أقدام الله واقفة على «عمل مرصوف من حجر ياقوت أزرق» في سفر الخروج (٢٤: ١٠)). كما تكررت الأحجار الكريمة لاحقاً في سياق مماثل لوصف زخرفة أسوار أورشليم الجديدة في سفر الرؤيا (٢١: ٢١)).
لقد أسستها في دور أن كي ، في وسط أرباع الأرض الأربعة. ترابها حياة الأرض وحياة جميع البلدان الأجنبية. البناء بالطوب من الذهب الأحمر ، وأساسه هو اللازورد. لقد جعلته يتلألأ في الأعالي.
جنباً إلى جنب مع ترنيمة معبد كيش، حدد ستيف تيني ترنيمة إنليل كجزء من تسلسل معياري لنصوص تدريب الكتابة التي يشير إليها بالعقد . واقترح أن «العقد يشكل برنامجاً مطلوباً للتعلم الأدبي ، يستخدم تقريباً بدون استثناء في جميع أنحاء بابل. وهكذا تضمن العقد جميع الأنواع الأدبية المتوفرة في السومرية تقريباً.» 

## أنظر أيضًا
- أسطوانة بارتون
- مناظرة بين الشتاء والصيف
- مناظرة بين الأغنام والحبوب
- أسطورة إنليل ونينليل
- العراف البابلي القديم
- ترنيمة معبد كيش
- المديح الذاتي لشولغي (شولغي د)
- مرثاة أور
- أسطورة الخلق السومرية
- الدين السومري
- الأدب السومري

## روابط خارجية
- بارتون ، جورج آرون ، نقوش بابلية متنوعة ، مطبعة جامعة ييل ، 1918. نسخة على الإنترنت
- لوتز ، فريدريك هنري ، نصوص سومرية وبابلية مختارة ، متحف الجامعة ، ص 54-. نسخة على الإنترنت
- شيرا ، إدوارد ، الملاحم والأساطير السومرية ، جامعة شيكاغو ، منشورات المعهد الشرقي ، 1934. نسخة على الإنترنت
- شييرا ، إدوارد وكرامر ، صموئيل نوح. نصوص سومرية ذات محتويات متنوعة ، العدد 116، منشورات جامعة شيكاغو الشرقية ، المجلد السادس عشر ، السلسلة المسمارية - المجلد الرابع ، 1934. نسخة محفوظة 9 أكتوبر 2012 على موقع واي باك مشين. - نسخة على الإنترنت نسخة محفوظة 9 أكتوبر 2012 على موقع واي باك مشين.
- Enlil and the Ekur (Enlil A). Black، JA، Cunningham، G. Robson، E. and Zólyomi، G. The Electronic Text Corpus of Sumerian Literature، Oxford 1998-.
- Enlil A - نص مركب ETCSL
- مبادرة المكتبة الرقمية المسمارية - CBS 08317
- 978-0-8028-3785-1
- Enlil in the Ekur - اضبط الموسيقى على Youtube